# Magyar Para-Kutatási Tudományos Társaság
A Para-Kutatási Tudományos Társaság 1989-ben alakult meg Magyarországon. Egyik alapítója Carla Galli, aki a Nulladik típusú találkozások című tévéműsor egyik társszerzője. A társaság számos nemzetközi hírű parafenomén magyarországi fellépését szervezte meg, mint például az ukrán Albert Ignatyenkóét. Albert Ignatyenkóval akkor Déri János és Antal Imre is készített riportot. Déri Jánost Albert Ignatyenkóval és Carla Gallival való találkozás késztette a Nulladik Típusú Találkozások című tévéműsor indítására.
A társaság tagjai igyekeztek a hazai híres paraeseteket is feltárni és archiválni. Ezek egyike a Rátonyi Róbert újságíró által feltárt Irisz Lucia esete, amelyből Doszpod Béla szerkesztő-rendező, producer készített kisfilmet, a másik a Csengeri Pap Dénes-féle egykori kísérleti labor.
A Para-Kutatási Tudományos Társaság tagjai a kilencvenes évek végére már számtalan különféle irányzat felé szétszéledtek. Maga a társaság egy adminisztratív bejelentési hiba miatt hivatalosan megszűnt, de számos tagja gondolkozik a működés újraindításán.

## Miért tudományos?
A társaság annak alapján, hogy egyre több külföldi egyetemen alapítottak parakutatási tanszéket vagy részleget, és az ott elért eredmények akkoron áttörésnek látszottak, bizakodott abban, hogy több parajelenség működése tudományos módszertannal is bizonyítást nyerhet. A társaság tagjai tehát tudományos igényességre és vizsgálati módszerekre törekedtek. Az igazi áttörés azóta sem történt meg, de a parakutatásnak kialakult több tudományosnak mondható vizsgálati módszertana. Ezek főként a telepátiakutatás területére tehetőek.

## Nemzetközi kutatóhelyek
- Duke -Institute for Parapsycholog, Durham, Észak-Karolina, Buchanan Boulevard 402. Itt dolgozott J. B. Rhine, az amerikai parapszichológia megalapítója.
- Princeton – LAB, teljes nevén Psychophysical Research Laboratories, 301 College Road East, Princeton, N. J. 08540

1969-ben az amerikai parapszichológusok szakmai egyesületét – Parapsychological Association – felvették az amerikai tudományos társaságok szövetségébe – American Association for the Advancement of Science (AAAS) –, amely az egyik legjelentősebb esemény a parapszichológia kb. ötvenéves történetében.

## Volt elnökei
- Carla Galli
- Egely György
- Bánhegyi Zsolt